# كلاين كروفورد
كلاين كروفورد (بالإنجليزية: Clayne Crawford)‏ مواليد 20 أبريل 1978 في كلاي، هو ممثل أمريكي بدأ مسيرته الفنية سنة 1997.

## الأعمال

### أفلام
- مشية للذكرى (2002) (بدور: دين)
- طيفي (2016)

### مسلسلات
| السنة | العمل                             | الدور        |
| ----- | --------------------------------- | ------------ |
| 1997  | بافي قاتلة مصاصي الدماء           |              |
| 2001  | سي اس آي: التحقيق في موقع الجريمة | هنري ماكفادن |
| 2001  | روزويل                            | بيلي داردن   |
| 2003  | سي إس آي: ميامي                   | شاز          |
| 2006  | جيريكو                            |              |
| 2009  | كولد كيس                          |              |
| 2009  | عقول إجرامية                      |              |
| 2010  | 24                                | كيفن ويد     |
| 2010  | القانون والنظام: النية الإجرامية  | جيريمي باركس |
| 2011  | سي اس آي: نيويورك                 | ويس ديلون    |
| 2013  | تصحيح                             |              |
| 2016  | السلاح القاتل                     |              |

## روابط خارجية
- كلاين كروفورد على موقع IMDb (الإنجليزية)
- كلاين كروفورد على موقع ألو سيني (الفرنسية)
- كلاين كروفورد على موقع أول موفي (الإنجليزية)
- كلاين كروفورد على موقع قاعدة بيانات الأفلام السويدية (السويدية)
- كلاين كروفورد على موقع قاعدة بيانات الفيلم (الإنجليزية)
- كلاين كروفورد على موقع كينوبويسك (الروسية)